# Die Bergkatze
Die Bergkatze is een Duitse filmkomedie uit 1921 onder regie van Ernst Lubitsch.

## Verhaal
Rischka is de dochter van een rovershoofdman. Ze wordt verliefd op een knappe luitenant, die uitgehuwelijkt is aan de dochter van een kolonel.

## Rolverdeling
| Acteur             | Personage               |
| ------------------ | ----------------------- |
| Victor Janson      | Commandant              |
| Marga Köhler       | Zijn vrouw              |
| Edith Meller       | Lilli, hun dochter      |
| Paul Heidemann     | Leutnant Alexis         |
| Wilhelm Diegelmann | Rovershoofdman Claudius |
| Pola Negri         | Rischka, zijn dochter   |
| Hermann Thimig     | Bandiet Pepo            |
| Paul Biensfeldt    | Bandiet Dafko           |
| Paul Graetz        | Bandiet Zofano          |
| Max Kronert        | Bandiet Masilio         |
| Erwin Kopp         | Bandiet Tripo           |